# Amt Finsterwalde

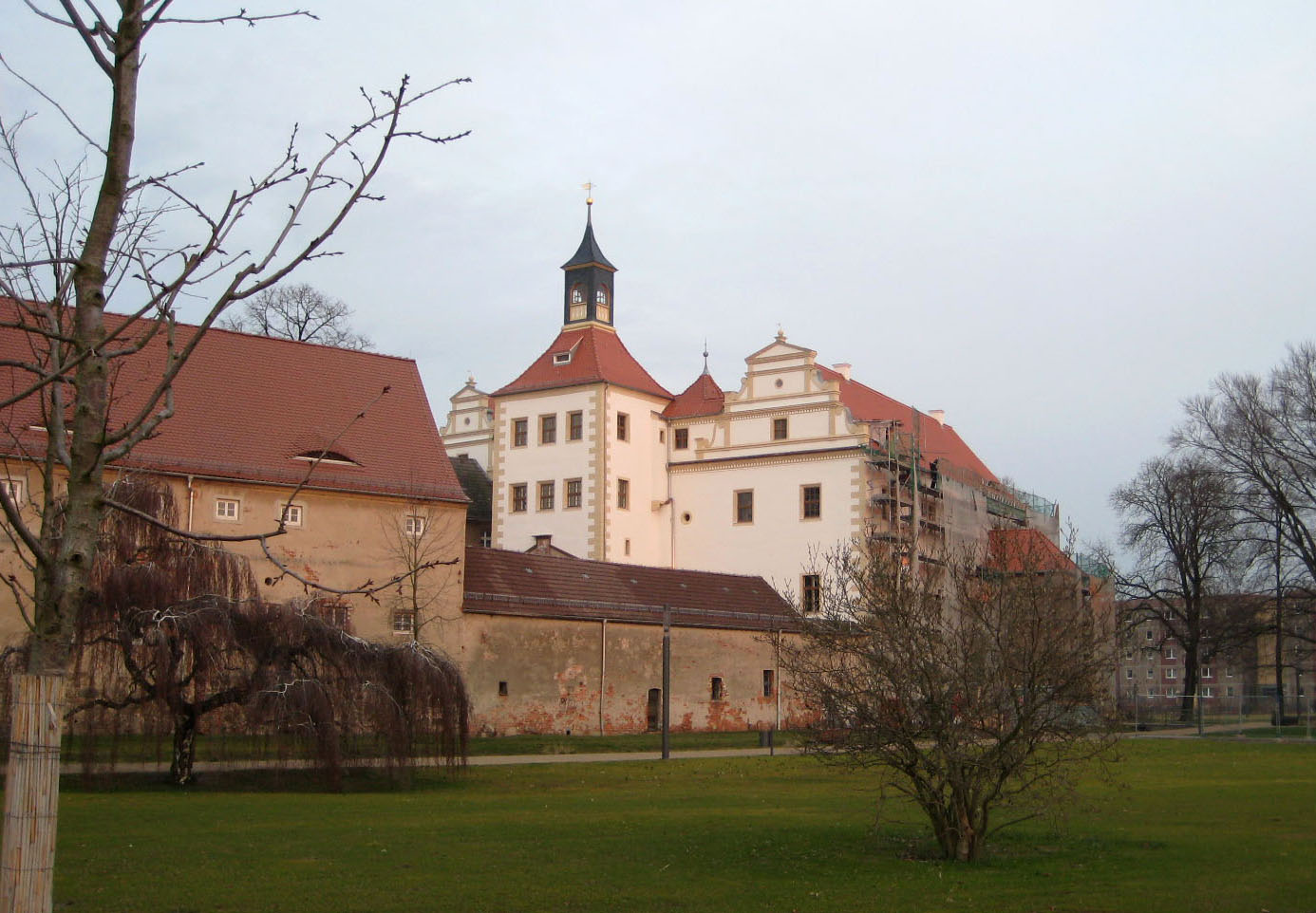
Schloss Finsterwalde, Sitz des Amtes Finsterwalde

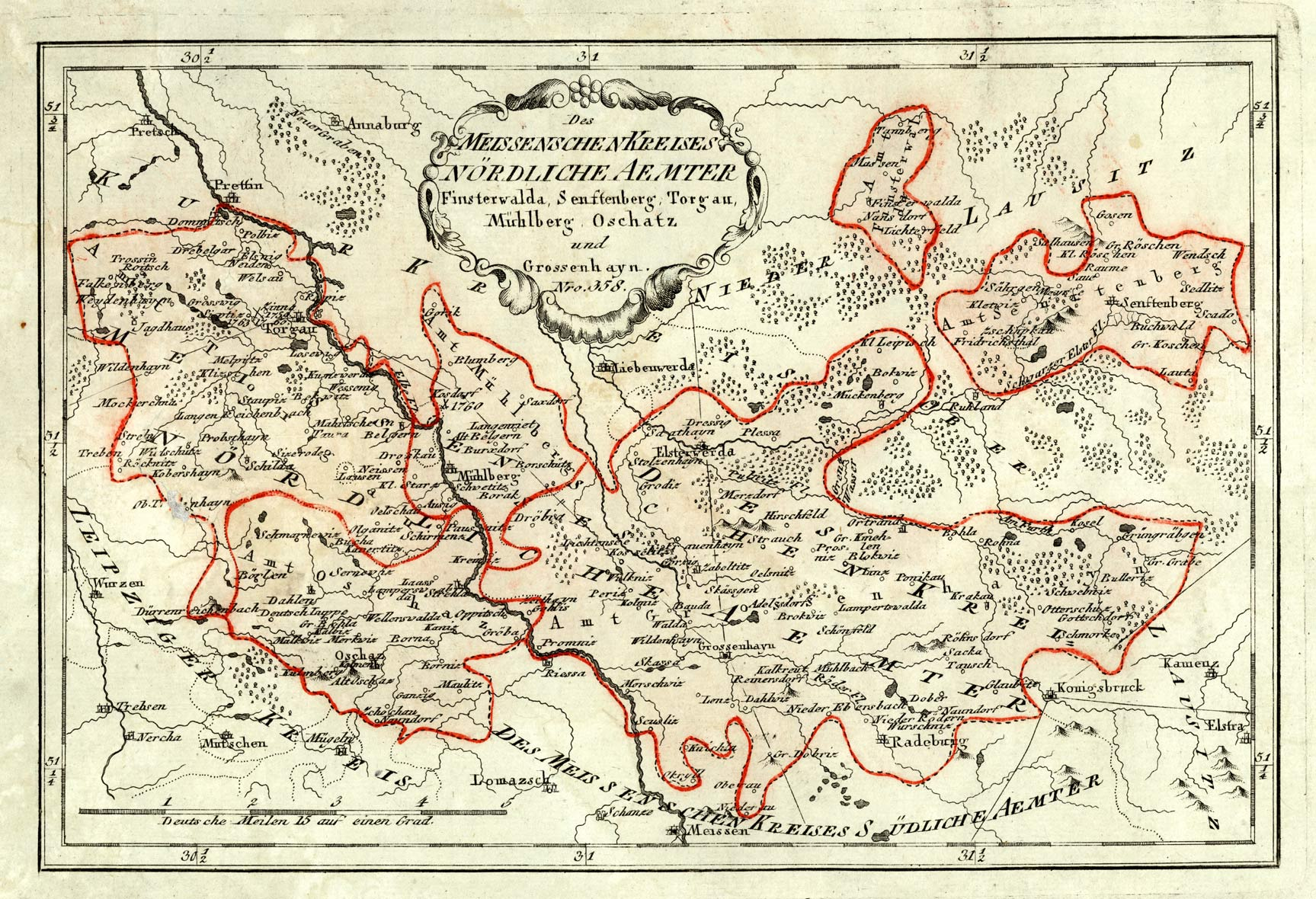
Franz Johann Joseph von Reilly: Des Meissenschen Kreises Noerdliche Aemter Finsterwalda, Senftenberg, Torgau, Muehlberg, Oschatz und Grossenhayn. Nro. 358 von 1795/1796

Das Amt Finsterwalde war eine kurfürstlich-sächsische Verwaltungseinheit des Meißnischen Kreises, die 1625 mit dem Erwerb der kleinen Herrschaft Finsterwalde geschaffen worden war. 1689 wurde ein Teil der amtsangehörigen Dörfer dem Amt Dobrilugk (Markgraftum Niederlausitz) zugeordnet. 1830 wurde das Amt Finsterwalde aufgelöst und die sieben amtsangehörigen Dörfer ebenfalls dem Amt Dobrilugk zugeordnet. 1848 wurde diese Vereinigung wieder rückgängig gemacht und das Rentamt Finsterwalde in etwas anderem Umfang geschaffen. Dieses Rentamt wurde 1874 aufgelöst.
Bis zur Abtretung an Preußen 1815 bildete das Amt Finsterwalde als sächsisches Amt den räumlichen Bezugspunkt für die Einforderung landesherrlicher Abgaben und Frondienste, für Polizei, Rechtsprechung und Heeresfolge.

## Geographische Lage
Das Amt Finsterwalde lag im Nordosten des Meißnischen Kreises und trennte das Amt Dobrilugk des Markgraftums Niederlausitz in einen West- und einen Ostteil. Das Gebiet lag als kursächsisches Amt in der westlichen Niederlausitz nördlich der Schwarzen Elster. Durch das Territorium floss im Norden die Kleine Elster. Die Dörfer des Amts lagen im nördlichen Teil. Im südlichen Teil befanden sich der Forst Grünhaus und eine Exklave des niederlausitzischen Amts Doberlug.
Das Amt Finsterwalde lag vollständig im heutigen Landkreis Elbe-Elster (Brandenburg), das Rentamt Finsterwalde erstreckte sich noch mit kleinen Teilen in den Landkreis Oberspreewald-Lausitz (ebenfalls Brandenburg) hinein.

## Angrenzende Verwaltungseinheiten
| Standesherrschaft Sonnewalde                         | Markgraftum Niederlausitz (Standesherrschaft Drehna) | Markgraftum Niederlausitz (Standesherrschaft Drehna) |
| Markgraftum Niederlausitz (Amt Dobrilugk (Westteil)) | Kompassrose, die auf Nachbargemeinden zeigt          | Markgraftum Niederlausitz (Amt Dobrilugk (Ostteil))  |
| Amt Liebenwerda und Amt Dobrilugk (Exklave)          | Amt Großenhain                                       | Amt Senftenberg                                      |

## Geschichte
Die Herrschaft Finsterwalde in der Niederlausitz entstand um die 1301 erstmals genannte Burg Finsterwalde. Bereits 1474 gehörten die Orte Lichterfeld, Lindthal, Massen, Naundorf, Nehesdorf und Tanneberg dazu. Betten wurde nicht genannt, da es zu diesem Zeitpunkt verpfändet war. Das Pfand wurde anscheinend bis 1530 wieder eingelöst, da es dann in den Beschreibungen der Herrschaft enthalten ist.
Die ersten urkundlich belegten Besitzer sind die von Landsberg von 1282 bis vor 1324. 1324 sind Burggraf Albrecht von Altenburg und Otto der Ältere von Altenburg im Besitz der Herrschaft, danach (1326) folgte ein Biterolf. Die von Ileburg sind von 1353 bis 1368 als Besitzer nachgewiesen, 1375 bis 1380 die von Rodstock. Ihnen folgte der Landvogt Hans von Polenz (1416 bis nach 1421) und von Pack (1425), der Schloss und Stadt Finsterwalde 1425 an den sächsischen Kurfürsten Friedrich I. (der Streitbare) verkaufte. Von 1437 bis ins 16. Jahrhundert hinein war die Herrschaft an die von Maltitz verpfändet. Nach der Leipziger Teilung 1485 gehörte das Amt zur albertinischen Linie der Wettiner.
Von 1519 bis 1531 hatten die von Minckwitz-Drehna die Herrschaft als sächsisches Lehen. Ihnen folgte die Familie von Dieskau (ab 1531), die es 1625 an den sächsischen Kurfürst Johann Georg I. verkaufte. Eingeschlossen in diesen Kauf waren auch die Dörfer Lieskau und Schacksdorf, die die von Dieskau 1534 vom Kloster Dobrilugk als Pfand erhielten; weiter die Dörfer Gröbitz und Ponnsdorf aus dem Besitz der Herrschaft Drehna sowie das Dorf Gohra, das sie 1619 von den von Kottwitz gekauft hatten. 1689 wurden die ehemaligen Klosterdörfer, die Drehnaer Dörfer und Gohra dem Amt Dobrilugk angeschlossen. Das Amt Finsterwalde blieb in reduziertem Umfang zunächst bestehen.
Zwischen 1657 und 1738 gehörte das Amt Finsterwalde zum albertinischen Sekundogenitur-Fürstentum Sachsen-Merseburg. 1815 gelangte das Amt Finsterwalde im Ergebnis des Wiener Kongresses zum Königreich Preußen und wurde dem neu gegründeten Landkreis Luckau der Provinz Brandenburg angegliedert.

## Zugehörige Orte in der Übersicht
Nach dem Kursächsischen Ämteratlas von 1790 und dem Historischen Ortslexikon umfasste das Amt Finsterwalde die Orte:
- Betten
- Finsterwalde (schriftsässig)
- Grünhaus, Försterei und Pechhütte (heutiger Ortsteil Pechhütte)
- Lichterfeld
- Lindthal
- Massen
- Naundorf
- Nehesdorf
- Tanneberg
- Zollhaus, Försterei (heute Wohnplatz von Finsterwalde)

die folgenden Orten gehörten nur von 1625 bis 1689 zum Amt Finsterwalde
- Dollenchen
- Gohra
- Gröbitz
- Lieskau
- Schacksdorf
- Ponnsdorf
- Staupitz

1830 wurde das Amt Finsterwalde aufgelöst und die Dörfer dem Remtamt Dobrilugk zugewiesen. 1848 wurde die Vereinigung rückgängig gemacht und das alte Amt als Rentamt Finsterwalde in einem vergrößerten Umfang wieder errichtet. Zusätzlich zu den ursprünglich sieben Dörfern des alten Amtes Finsterwalde wurden dem neuen Rentamt die Dörfer
- Dollenchen
- Drößig
- Göllnitz
- Gohra
- Gröbitz
- Lieskau
- Ponnsdorf
- Rutzkau (Gemeindeteil von Bronkow)
- Schacksdorf und
- Staupitz

zugeordnet. 1874 wurde das Rentamt Finsterwalde endgültig aufgelöst.